# Broteochactas trezzii
Espèce
Synonymes
- Taurepania trezzii Vignoli & Kovařík, 2003

Broteochactas trezzii est une espèce de scorpions de la famille des Chactidae.

## Distribution
Cette espèce est endémique de l'État de Bolívar au Venezuela. Elle se rencontre sur l'Auyan Tepuy dans la grotte Sima Aonda Superior à 1 650 m d'altitude.

## Description
Le mâle holotype mesure 27,1 mm.

## Étymologie
Cette espèce est nommée en l'honneur de Giuliano Trezzi.

## Publication originale
- Vignoli & Kovařík, 2003 : A new troglobitic scorpion of the genus Taurepania Gonzalez-Sponga, 1978 from Venezuela (Scorpiones, Chactidae). Revista Iberica de Aracnologia, vol. 7, p. 127-131 (texte intégral).